# دهستان رضامحله
دهستان رضامحله نام دهستانی در بخش مرکزی شهرستان رودسر، استان گیلان در ایران است. براساس سرشماری مرکز آمار ایران در سال ۱۳۸۵، جمعیت آن ۱۲۵۳۵ نفر (۳۸۶۳ خانوار) بوده‌است.